# St. Peter und Paul (Rieden)

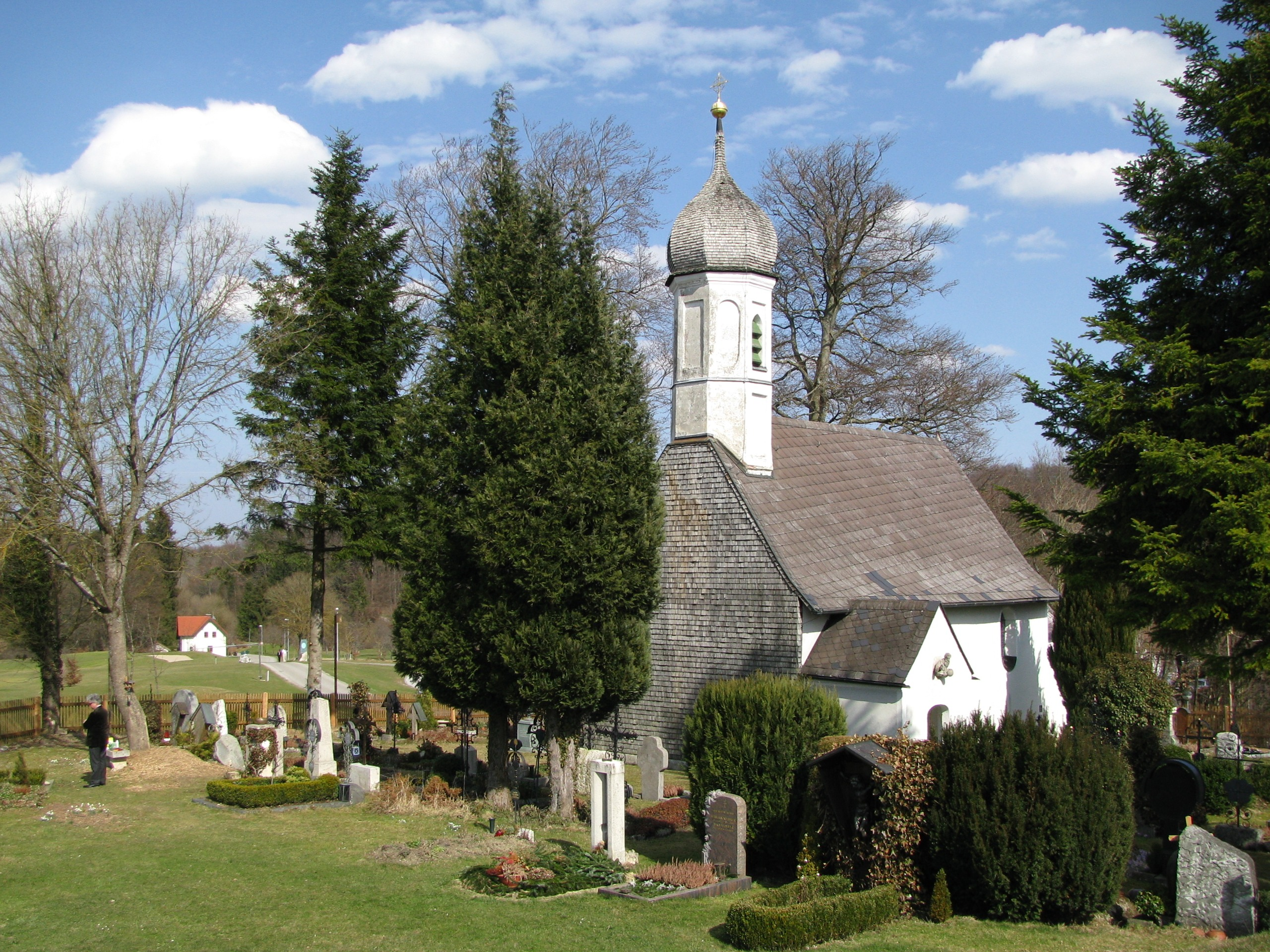
Ansicht von Südwesten mit verschindelter Westseite

St. Peter und Paul ist eine Filialkirche im zu Starnberg gehörenden Ortsteil Rieden. Das spätgotische Gotteshaus erfuhr Veränderungen und Ergänzungen verschiedener Jahrhunderte. Die Kirche ist denkmalgeschützt.

## Geschichte und Baugeschichte
Es wird angenommen, dass Rieden eine karolingische Gründung ist. Daher kann die Kirche deutlich älter sein, als sie sich in ihrer jetzigen spätgotischen Form darstellt. Über Vorgängerbauten ist nichts urkundlich oder archäologisch bekannt, es wird gemutmaßt, das Patrozinium der Heiligen Peter und Paul sei kein ortsübliches und eines der ältesten, was ein Hinweis auf ein hohes Alter der Kirche oder einer Vorgängerin sein könne. Den Altarstipes datiert man zudem aufgrund seiner Form in die  Vorgotik. Rieden gehörte bereits im 13. Jahrhundert den Wittelsbachern, war danach u. a. in klösterlichem Besitz und kam durch Kauf 1904 wieder an das Haus Wittelsbach, was sich in den hier vorhandenen Grabdenkmälern und Gräbern widerspiegelt.
Die Kirche selbst wurde mehrfach verändert und ergänzt. Aus dem Barock, etwa um 1670, sind Veränderungen in der Innenausstattung belegt. Der oktogonale Turm stammt ebenfalls aus dieser Zeit. Die Kirchenfenster wurden in ihrer heutigen Form mit den Rundungen 1702 eingepasst. Die sich östlich anschließende Sakristei wurde in der jetzigen Form 1739 erbaut. Einige Jahre zuvor, 1730, wurde die kleine Vorhalle auf der Südseite errichtet. 1906 wurde die Kirche letztlich zu einer Grabkapelle. Im Zuge einer Renovierung in den 1950/60er Jahren büßte die Kirche sämtlichen Schmuck ein. Die Stuckaturen wurden mitsamt den darauf befindlichen Fresken, darunter noch gotische Wandmalereien, einfach abgeschlagen, barockes Inventar an unbekannte Orte verbracht. An Stelle der aus dem Barock stammenden Decke zog man eine Decke aus einfachen Holzlatten ein. Im Jahr 1991 brachte eine konservatorische Restaurierung der Kirche ansatzweise den barocken Glanz zurück.

## Struktur und Ausstattung

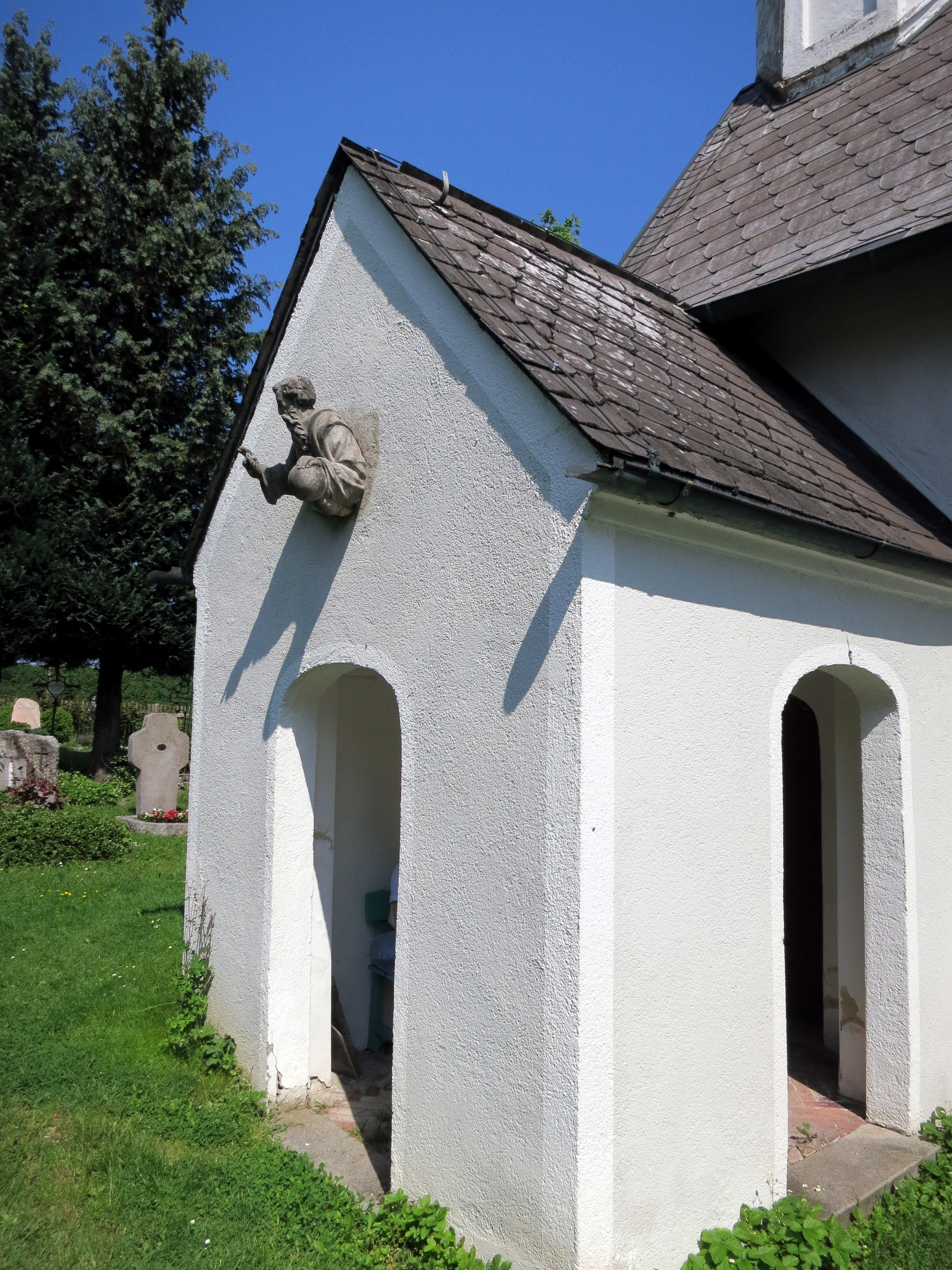
Die kleine Vorhalle von 1730

Der Chor der kleinen einschiffigen Saalkirche läuft trapezförmig aus. Ein schmiedeeisernes Gitter von 1908 trennt einen kleinen Vorbereich unter dem Turm vom eigentlichen Kirchenschiff; dieser Bereich ist leicht segmentbogenförmig ausgeführt. Die Kirche ist, den Veränderungen entsprechend, flach gedeckt. In der Decke befinden sich tondenförmig Malereien der vier Evangelisten. Die Bänke stammen von 1910.
Blickfang ist der 1667 von Georg Wunderl gearbeitete Hochaltar. Wunderl stammte aus Wolfratshausen und arbeitete vornehmlich in dieser Gegend, so auch in Eulenschwang. Der Altar ist dreistufig aufgebaut und überwiegend in Smalteblau und Blattgold gefasst. Die Predella enthält links und rechts einen Puttenkopf, in der Mitte befindet sich der kleine, vergitterte Reliquienschrein. Das Hauptfeld enthält eine Figur des einen  Kirchenpatrons, des hl. Petrus selbst, sitzend vor vergoldetem Hintergrund. Der Aufbau wird gestützt von vergoldeten Säulen der korinthischen Ordnung, allerdings hochbarock abgewandelt und mit Girlanden und Schmuckwerk auf den Säulenschäften verziert. Der Mittelteil wird flankiert von zwei Figuren, links dem hl. Erasmus und rechts dem hl. Nikolaus. Vertikal abgeschlossen wird der Altar von einem gesprengten Segmentbogengiebel mit einem Porträt und kleinen Flammenvasen. 

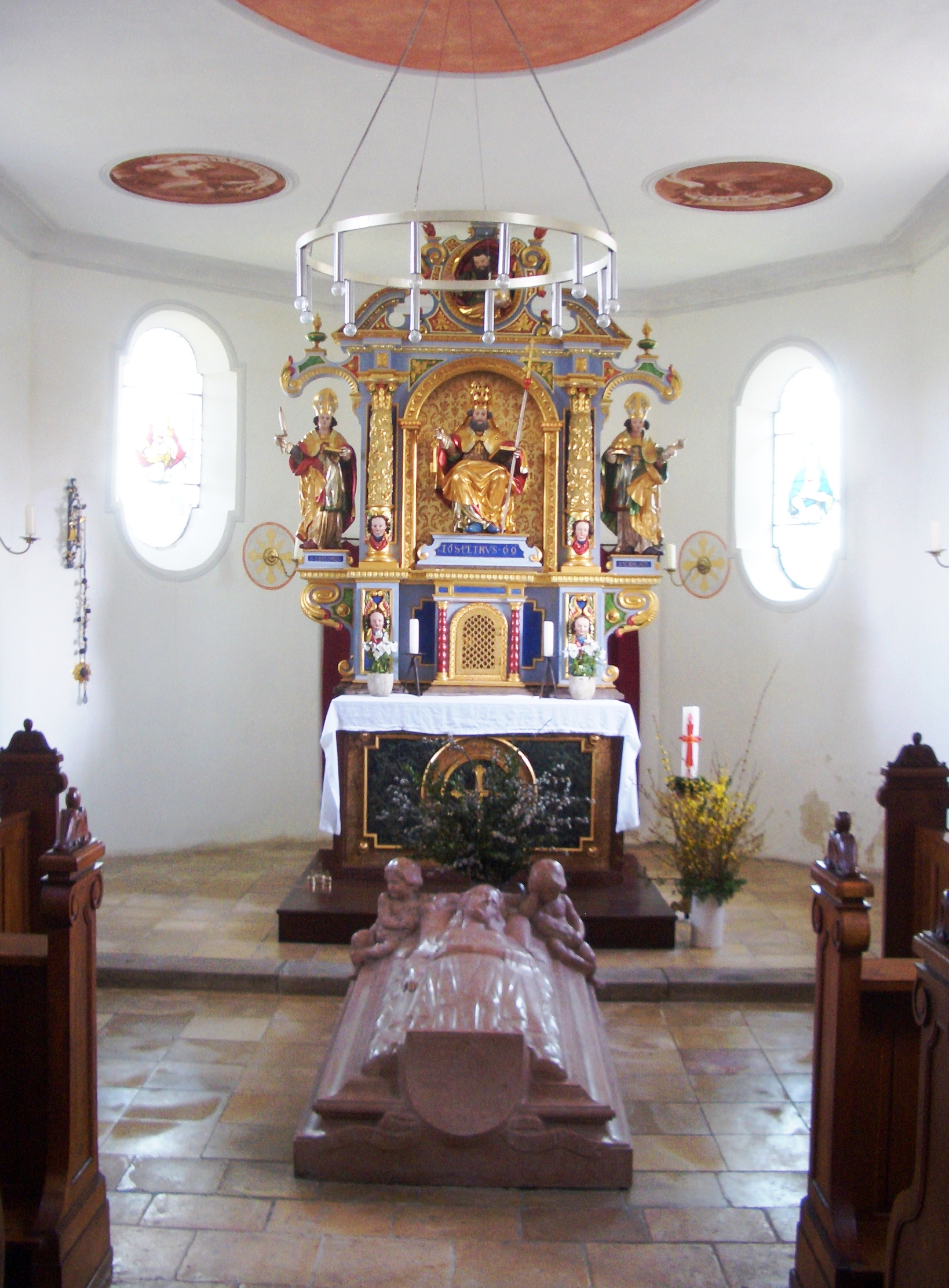
Inneres der Kirche mit dem Altar und der Grablege der Prinzessin Mathilde von Bayern

In der Mitte des Kirchenraumes befindet sich das aus rotem Marmor geschaffene Grab für Prinzessin Mathilde von Bayern, eine Tochter König Ludwigs III., die 1906 im Alter von 28 Jahren starb. Die liegende Prinzessin ist mit trauernden Putten dargestellt. An ihren Füßen befindet sich, ihrer Heirat und Herkunft entsprechend, ein Wappenschild mit den Wappen des Hauses Wittelsbach und des Hauses Sachsen, Coburg und Gotha. Das Grabmal ist eine Arbeit Knut Åkerbergs, eines Schülers von Adolf von Hildebrand, und stammt noch aus dem Todesjahr der Prinzessin.
Das Kruzifix auf der nördlichen Kirchenwand ist eine Arbeit von 1729 von Joseph Krinner. Sein Vater, Anton Krinner, schuf zuvor 1703 das gegenüberliegende Werk einer Rosenkranzmadonna.
Die Kanzel von 1678 von Hans Nursch und der Seitenaltar von Balthasar Zwinck von 1697 sind verschollen.

## Friedhof

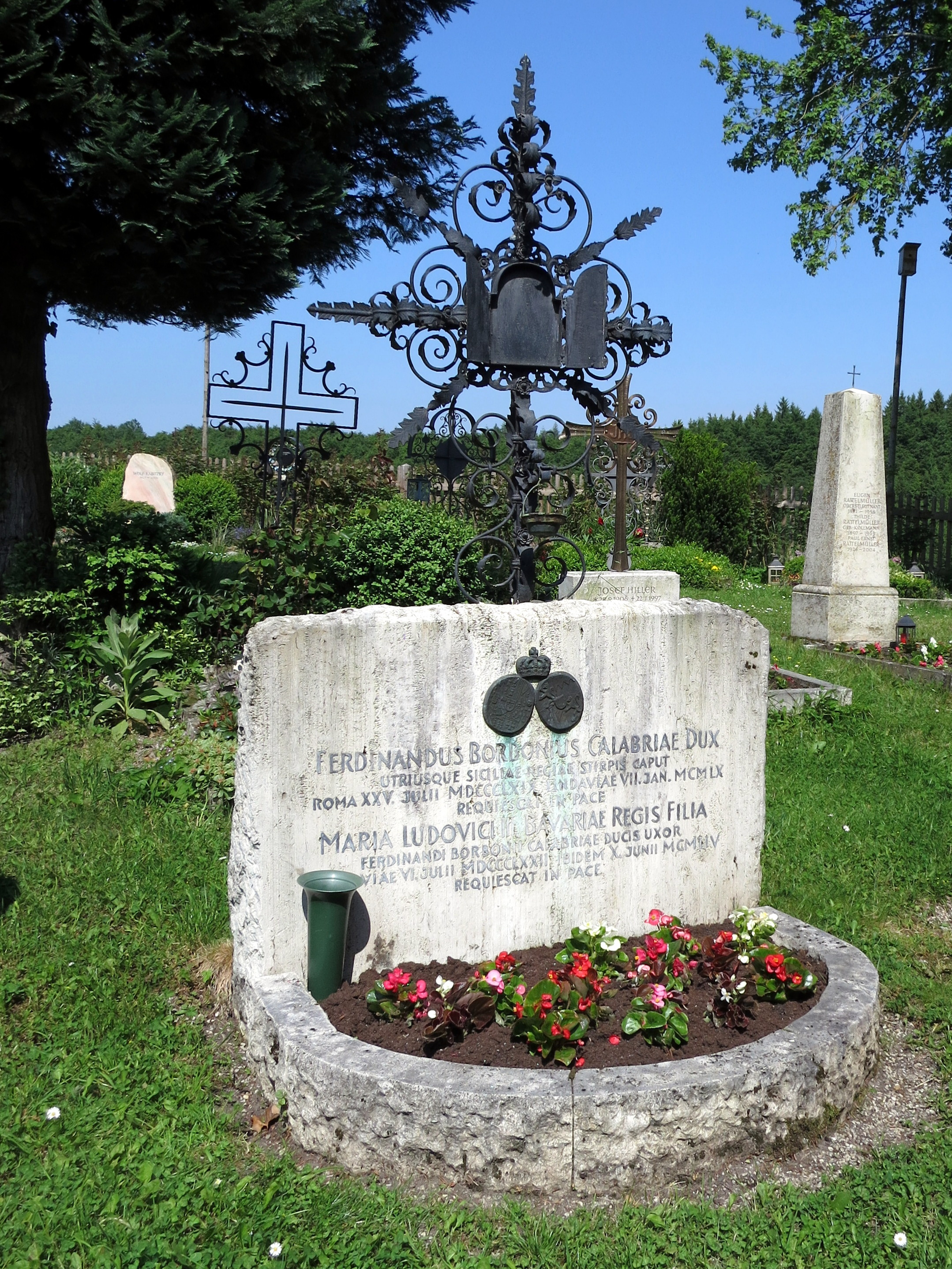
Doppelgrab Ferdinand von Bourbon-Sizilien und Gemahlin Prinzessin Maria von Bayern

Auf dem kleinen Friedhof sind eine Reihe Angehöriger des Hochadels und andere Persönlichkeiten beigesetzt, vornehmlich den Wittelsbachern angeheiratete Angehörige des Hauses Bourbon bzw. deren Nebenlinie Bourbon-Sizilien und anderer adliger Häuser. Bestattet sind:
- Prinzessin Maria von Bayern (1872–1954), eine Schwester der in der Kirche beigesetzten Mathilde von Bayern in einem Doppelgrab mit ihrem Gemahl
- Prinz Ferdinand von Bourbon-Sizilien, Herzog von Kalabrien (1869–1960) und drei ihrer Kinder:
- Prinzessin Maria Antoinetta von Bourbon-Sizilien (1898–1957),
- Prinz Roger von Bourbon-Sizilien, Herzog von Noto (1901–1914) sowie
- Prinzessin Urraca von Bourbon-Sizilien (1913–1999).

Dahinter befindet sich das Grab für einen Sohn von Mathilde von Bayern:
- Prinz Antonius von Sachsen-Coburg und Gotha (1901–1970) aus ihrer Ehe mit Ludwig Gaston von Sachsen-Coburg und Gotha.

Ferner bestattet sind hier:
- Chlodwig Prinz zur Lippe (1909–2000), ein Sohn des letzten regierenden Fürsten zur Lippe, Leopolds IV. in einem Doppelgrab mit seiner Gemahlin
- Veronika Prinzessin zur Lippe (1915–2007)
- Eleonora von Mudra (1893–2000) in einem Doppelgrab mit ihrer Tochter
- Rosmarie von Tresckow (1919–2013)
- Hermann Freiherr von Mylius (1928–1995)
- Kurt von Schablowsky (1928–2007).

Daneben befindet sich das Grabmal von Feodor Lynen (1911–1979), des Nobelpreisträgers für Medizin von 1964.
Bestattet sind des Weiteren der Heimatforscher und Dichter Paul Ernst Rattelmüller (1924–2004) sowie der Chirurg Josef Kastert (1910–1993), ein Pionier der chirurgischen TBC-Bekämpfung und der Sozialmedizin.